# 태쿠 파크
태쿠 피에트로 재너텔 파크(영어: Tae-Ku Pietro Zanetel Park, 2001년 3월 27일~)는 캐나다의 태권도 선수이다. 2023년 팬아메리칸 게임에서 동메달을 획득했고 팬아메리카 선수권 대회에서 금메달 1개(2024), 동메달 1개(2022)를 획득했다.
대한민국에서는 한국어계 성 '파크(영어: Park)'의 원어 발음을 살린 태쿠 박으로도 알려져 있다.

## 경력
2001년 매니토바주 위니펙에서 태권도장을 운영하던 사범들이었던 대한민국인 아버지 박재홍과 칠레인 어머니 안드레아 파르크(스페인어: Andrea Park) 사이에서 태어났고 태권도인 가정에서 자란 배경으로 인해 2세 때 태권도를 시작했다. 2016년 캐나다 유소년 국가대표로 발탁되었고 2018년 4월에는 튀니지 함마메트에서 열린 2018년 하계 청소년 올림픽 참가 예선에 참가했다. 그는 이집트의 에야드 바라카트에게 패하여 청소년 올림픽 출전에는 실패했다. 이듬해인 2019년 캐나다 국가대표로 처음 발탁되었으며 그 해 2월 몬트리올에서 열린 캐나다 오픈에서 데뷔전을 가졌고 동메달을 획득했다.
2022년 5월 도미니카 공화국 푼타카나에서 열린 2022년 팬아메리카 선수권 대회 남자 74kg 부문에 출전해 동메달을 획득했고 같은 해 9월에는 폴란드 바르샤바에서 열린 폴란드 오픈에서 스웨덴의 모하마드알리 셰하데를 꺾고 첫 국제 대회 우승을 달성했다. 11월에는 멕시코 과달라하라에서 열린 2022년 세계 선수권 대회 남자 74kg 부문에 출전해 16강전에서 튀니지의 피라스 카투시에 패배했다.
2023년 5월 아제르바이잔 바쿠에서 열린 2023년 세계 선수권 대회 남자 68kg 부문에 출전해 32강전에서 칠레의 이그나시오 모랄레스에 패배했다. 2023년 10월 칠레 산티아고에서 열린 2023년 팬아메리칸 게임 태권도 남자 68kg 부문에서 동메달을 획득했고 2024년 5월 브라질 리우데자네이루에서 열린 2024년 팬아메리카 선수권 대회 남자 74kg 부문에서 우루과이의 페데리코 곤살레스 고메스를 꺾고 우승을 달성했다.

## 개인사
태쿠는 캐나다에서 태권도 사범으로 활동하는 대한민국 출신 아버지 박재홍과 이탈리아 혈통을 가진 칠레 출신 어머니 안드레아 파르크(스페인어: Andrea Park) 사이에서 태어났고 형제자매로 누나 스카일러 파크와 남동생 브레이븐 파크(영어: Braven Park)가 있다. 박재홍의 아버지 박득화는 주한미군에게 합기도를 가르쳤으며 아버지를 포함해 삼촌, 조카, 형제자매들 또한 태권도를 배우며 총 16개의 검은띠를 획득했다. 박재홍은 '재 파크(영어: Jae Park)'라는 영어식 이름도 가지고 있으며 태쿠와 스카일러, 브레이븐의 개인 코치로 활동하고 있다.
스카일러와 브레이븐 또한 태권도 선수로 활동하고 있으며 스카일러는 태쿠가 동메달을 획득했던 2023년 팬아메리칸 게임에서 금메달을 획득했다. 태쿠와 스카일러는 이 대회에서 한 팬아메리칸 게임에서 모두 메달을 획득한 첫 번째 형재자매 선수들이라는 기록을 세웠다.